# 萊托 (佛羅里達州)
萊托（英語：Leto）是位於美國佛羅里達州希爾斯波羅縣的一個非建制地區。該地的面積和人口皆未知。

## 地理
萊托的座標為28°00′40″N 82°31′01″W / 28.01111°N 82.51694°W，而該地的平均海拔高度為14米（即45英尺）。